# 303
303 (CCCIII) var ett normalår som började en fredag i den julianska kalendern.

## Händelser

### Februari
- 24 februari – Galerius publicerar sitt edikt, som inleder förföljelsen av kristna i hans del av riket.

### September
- 25 september – Under en resa där han predikar evangelium, blir Saint Fermin från Pamplona halshuggen i Amiens, Frankrike.

### Okänt datum
- Övertalad av Galerius inleder den romerske kejsaren Diocletianus den sista stora kristendomsförföljelsen i Romarriket, verkställd av Hierocles.
- Augustusarna och caesarerna förenas för första gången, för att fira tjugoårsminnet av Diocletianus uppstigande på tronen.
- En triumfbåge reses till Maximianus ära i Thessaloniki.
- Hormizd II efterträder Narseh som shah av Persien.

## Avlidna
- 4 mars – Adrian av Nicomedia, kristet helgon (eller 304)
- 23 april – Georg, kristen martyr
- Expeditus, romersk härförare och martyr
- Cao Huan, den siste kejsaren av det kinesiska kungariket Wei